# Robert Villard
Pour les articles homonymes, voir Villard.
Robert Ernest Antoine Villard, dit aussi Robert Paul Villard, né le 30 août 1897 à Paris et mort le 3 septembre 1977 à Vannes, est un peintre, lithographe, sculpteur, architecte et enseignant français.

## Biographie
Fils du peintre Antoine Villard (1867-1934) et de son épouse Louise Caroline Paul (née en 1872), commerçante, Robert Villard voit le jour au domicile de ses parents au 209, boulevard Voltaire à Paris.
Il est mobilisé à Verdun en 1915. À la fin de la Première Guerre mondiale, il se consacre à la peinture[réf. nécessaire]. Il se marie à Nantes le 29 octobre 1919 avec Odette Madeleine Adrienne Chauvet (1895-1996) qui lui donnera trois enfants : Franck né en 1923, Dominique né en 1928, et Aude née en 1935. Le couple habite alors au 5, rue du Croisic à Nantes, dans la maison du docteur Chauvet, père d'Odette[réf. nécessaire]. Ils emménagent ensuite dans une maison dont Robert Villard a réalisé lui-même les plans, au 15, rue Vidie à Nantes en 1935.
En 1936, Robert Villard exerce la profession de décorateur pour les magasins Decré. En 1946, il reprend l'enseignement de la peinture[réf. nécessaire]. Installé dans cette ville, il participe à la vie culturelle locale au sein de l'Association L'Étrave, créée par son épouse, consacrée à l'architecture d'intérieur dans son studio IDEA, lequel œuvre également pour la décoration d'intérieur de paquebots[réf. nécessaire]. En 1941, il devient responsable d'un atelier à l'école des beaux-arts de Nantes.
En novembre 1943, la famille Villard demeure à La Haye-Fouassière[réf. nécessaire]. Le 5 novembre, il écrit au délégué spécial des beaux-arts pour obtenir un poste de chef d'atelier à l'école des beaux-arts de Nantes.
Puis Robert Villard quitte Nantes pour Quimper[réf. nécessaire].

## Œuvres

### Architecture
- Maison d'habitation au 15, rue Vidie à Nantes, 1934, permis de construire du 17 juillet 1934, maison de style Art déco[5].

### Sculpture
- Saint Christophe, granit, 63,5 cm, localisation inconnue[8].

### Lithographie
- Archives municipales de Nantes : Les bombardements des 16 et 23 septembre 1943, 1946, 12 lithographies, publiées aux éditions Au Portes du Large[9].

### Peinture
- Nantes, musée des Beaux-Arts : 
  - Les beaux dimanches, 1921, huile sur toile, 130 × 161,7 cm[réf. nécessaire].
  - Nature morte au bouquet de lilas, huile sur toile, 50,2 × 61 cm[réf. nécessaire].

## Salons
- Salon des indépendants[réf. nécessaire].
- Salon d'Automne[réf. nécessaire].

## Élèves

### À Nantes
- Jean Bruneau (1921-2001), de 1938 à 1943, grand prix de l'école[réf. nécessaire].

### À Quimper
- Dodik Jégou, (née en 1934) peintre céramiste, années 1950[réf. nécessaire].
- Gwen Jégou, (1931-2011), sculpteur, années 1950[réf. nécessaire].
- René Quéré (1932-2021), peintre, en 1951[réf. nécessaire].